# يوجين ميرتسباخر
يوجين ميرتسباخر (بالإنجليزية: Eugen Merzbacher)‏ (و. 1921 – 2013 م) هو فيزيائي من الولايات المتحدة الأمريكية . ولد في برلين . وكان عضواً في الجمعية الفيزيائية الأمريكية .
توفي في تشابل هيل (كارولاينا الشمالية) ، عن عمر يناهز 92 عاماً.

## التعليم
تعلم في جامعة هارفارد، وجامعة إسطنبول

## أعمال بارزة
من أهم أعماله:
- Quantum Mechanics.

## مناصب وهيئات
أدار جامعة ولاية كارولينا الشمالية في تشابل هيل (1952–2013)، وجامعة ديوك (1951–1952).

## جوائز
حصل على جوائز منها:
- قلادة أورستد  [لغات أخرى]‏ (1992).[6]